# 凌云桥
凌云桥位于江西省上饶市婺源县（旧属安徽省徽州府）浙源乡庐坑村。
凌云桥已列为婺源县文物保护单位。
2010年5月19日，在凌云桥附近建成规模宏大的中华詹氏大宗祠。